# 细裂藁本
细裂藁本（学名：Ligusticum tenuisectum）是伞形科藁本属的植物，是中国的特有植物。分布在中国大陆的四川、湖北等地，生长于海拔2,000米至4,000米的地区，目前已由人工引种栽培。